# Мјеховина
Мјеховина је насељено мјесто у општини Калиновик, Република Српска, БиХ. Према попису становништва из 1991. у насељу је живјело 116 становника. Према попису становништва из 2013. године у насељу је живјело 45 становника.

## Географија
Мјеховина се налази на кршевитом подручју на надморској висини од око 1070 метара.

## Становништво
Према попису становништва из 1991. године, мјесто је имало 116 становника.
| Демографија | Демографија | Демографија |
| Година      | Становника  | Становника  |
| ----------- | ----------- | ----------- |
| 1961.       | 192         |             |
| 1971.       | 170         |             |
| 1981.       | 157         |             |
| 1991.       | 116         |             |
| 2013.       | 45          |             |